# Цетињски вјесник
Цетињски вјесник је био српски политички лист који је излазио на Цетињу сриједом и суботом од 1908. до 1915. године. финансирала га је Влада Краљевине Црне Горе, односно црногорско Министарство спољних послова.
Главни уредници су били:
Божо Новаковић (1908—1911), Лазар Чобељић (1911—1914) а (1914—1915) Радомир Кривокапић, Јован Николић, Милан Паволовић и Марко Драговић.
Од септембра 1913. Цетињски вјесник је преименован у Вјесник.
Посљедњи број ових новина је штампан 24. децембра 1915. године.